# Kikeriki
Der Kikeriki war eine in Wien erscheinende Satirezeitschrift.

## Geschichte und Profil

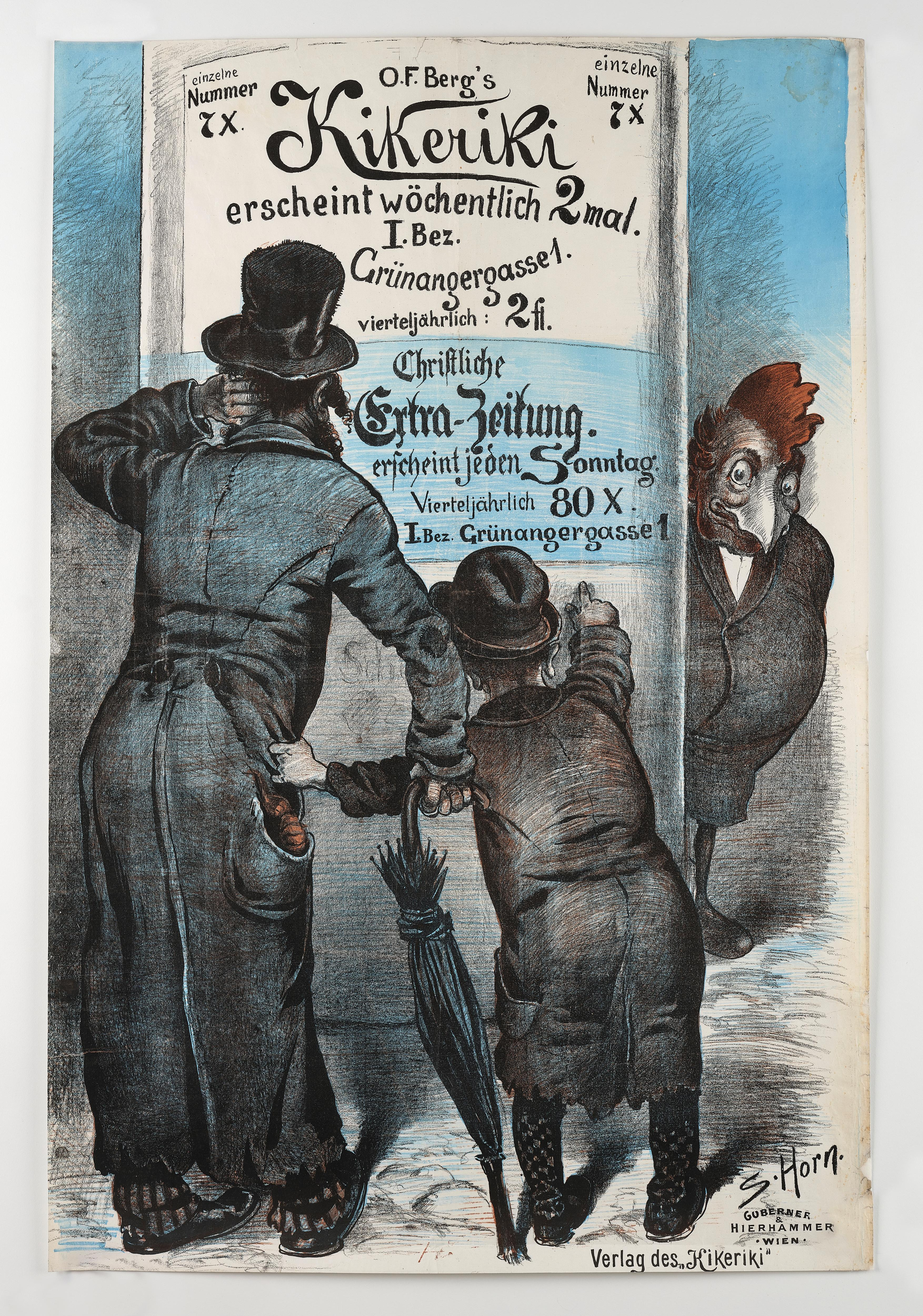
Sandor Horn: Kikeriki, 1890er Jahre, das Plakat zeigt zwei sogenannte Ostjuden

Sie wurde 1861 von Ottokar Franz Ebersberg gegründet, einem Journalisten und Dramatiker, der unter dem Pseudonym O. F. Berg schrieb. Das Blatt war bis in die Zeit der Ersten Republik hinein erfolgreich und populär. In den besten Zeiten betrug die Auflage 25.000 Exemplare.
Bis in die 1880er Jahre hatte die Zeitschrift eine liberale und antiklerikale Ausrichtung. Unter dem zunehmenden Einfluss der Christlichsozialen um Karl Lueger wurde der Kikeriki scharf antisemitisch. Juden waren fortan die einzige Zielscheibe der veröffentlichten Karikaturen.
Nach dem Ersten Weltkrieg näherte sich das Blatt politisch den Deutschnationalen und ab Mitte der 1920er Jahre auch der österreichischen NSDAP an. 1933 wurde der Kikeriki wegen seiner Parteinahme für die am 30. Januar an die Macht gelangten reichsdeutschen Nationalsozialisten von der austrofaschistischen Regierung Dollfuß verboten.